# Paris-Bourges
A Paris-Bourges é uma corrida ciclista de um dia francesa que se disputa entre Paris e Bourges.

A primeira edição da prova teve lugar em 1913, sendo o vencedor o francês André Narcy. Até 1948 esteve reservada a ciclistas amadores, abrindo no ano seguinte aos profissionais. Em 1980 e 1981 a prova disputou-se em duas etapas. Desde a criação dos Circuitos Continentais da UCI em 2005 faz parte do UCI Europe Tour, dentro a categoria 1.1. Entre 1993 e 2008 fez parte da Copa da França de Ciclismo.

## Palmarés
| Ano                              | Vencedor                 | Segundo                   | Terceiro                  |           |
| -------------------------------- | ------------------------ | ------------------------- | ------------------------- | --------- |
| edições amador                   |                          |                           |                           |           |
| 1913                             | René Pichon              | Guillaume Bonnet          | Charles Juseret           |           |
| 1914-1916 edições não disputadas |                          |                           |                           |           |
| 1917                             | Charles Juseret          | Hubert Noel               | Eugène Platteau           |           |
| 1918-1921 edições não disputadas |                          |                           |                           |           |
| 1922                             | Marcel Godard            | Jean Hillarion            | Omer Beaugendre           |           |
| 1923                             | Jean Brunier             | Charles Juseret           | Georges Detreille         |           |
| 1924                             | Marcel Bidot             | Marcel Gobillot           | Paul Lesault              |           |
| 1925                             | Gaston Deschamps         | Hector Denis              | Robert Souderès           |           |
| 1926-1927 edições não disputadas |                          |                           |                           |           |
| 1928                             | Fernand Bruynooghe       | André Sauvage             | René Wetzel               |           |
| 1929                             | Théodore Ladron          | André Dumont              | Léon Le Calvez            |           |
| 1930-1931 edições não disputadas |                          |                           |                           |           |
| 1932                             | Narcisse Mattuizi        | Raymond Prod'homme        | Riccardo Rodighiero       |           |
| 1933                             | Robert Petit             | Albert Carapezzi          | Louis Thiétard            |           |
| 1934-1946 edições não disputadas |                          |                           |                           |           |
| 1947                             | Albert Bourlon           | Georges Barré             | François Person           |           |
| 1948                             | Marcel Dussault          | Maurice Hougron           | Gino Sciardis             |           |
| edições profissionais            |                          |                           |                           |           |
| 1949                             | Marcel Dussault          | Nello Sforacchi           | Jacques Marinelli         |           |
| 1950                             | Amand Audaire            | Galliano Pividori         | Marius Bonnet             |           |
| 1951                             | Jean-Marie Goasmat       | Jacques Marinelli         | Pierre Mancisidor         |           |
| 1952                             | Stanislas Bober          | André Brulé               | Amand Audaire             |           |
| 1953                             | Robert Varnajo           | André Darrigade           | Pierre Molinéris          |           |
| 1954                             | Jean Stablinski          | Norbert Esnault           | Gilbert Loof              |           |
| 1955                             | Jean-Marie Cieleska      | Fernand Picot             | Gilbert Bauvin            |           |
| 1956                             | Joseph Morvan            | Maurice Pèle              | André Dupré               |           |
| 1957                             | Raymond Guégan           | Michel Sallé              | Seamus Elliott            |           |
| 1958-1970 edições não disputadas |                          |                           |                           |           |
| 1971                             | Walter Ricci             | Guy Santy                 | Francis Ducreux           |           |
| 1972                             | Cyrille Guimard          | Jean-Pierre Danguillaume  | José Catieau              |           |
| 1973                             | Roland Berland           | Yves Hézard               | Jean-Pierre Genet         |           |
| 1974                             | Barry Hoban              | Régis Ovion               | Charles Rouxel            |           |
| 1975                             | Jean-Pierre Danguillaume | Bernard Hinault           | Raymond Poulidor          |           |
| 1976                             | Jean-Luc Molinéris       | Raymond Martin            | André Gevers              |           |
| 1977                             | Régis Delépine           | Pierre-Raymond Villemiane | Patrick Perret            |           |
| 1978                             | Régis Ovion              | Joop Zoetemelk            | Patrick Friou             |           |
| 1979                             | Jean-René Bernaudeau     | Régis Ovion               | René Bittinger            |           |
| 1980                             | Yves Hézard              | Gilbert Duclos-Lassalle   | Phil Anderson             |           |
| 1981                             | Francis Castaing         | Didier Vanoverschelde     | Marc Madiot               |           |
| 1982                             | Didier Vanoverschelde    | Jean-François Chaurin     | Pierre-Raymond Villemiane |           |
| 1983                             | Stephen Roche            | Marc Madiot               | Phil Anderson             |           |
| 1984                             | Sean Kelly               | Francis Castaing          | Laurent Biondi            |           |
| 1985                             | Niki Rüttimann           | Gilbert Duclos-Lassalle   | Éric Caritoux             |           |
| 1986                             | Dominique Lecrocq        | Sean Kelly                | Francis Castaing          |           |
| 1987                             | Kim Andersen             | Jean-Marc Manfrin         | Régis Simon               |           |
| 1988                             | Patrice Esnault          | Charly Mottet             | Jean-Claude Colotti       |           |
| 1989 edição não disputada        |                          |                           |                           |           |
| 1990                             | Laurent Jalabert         | Steffen Wesemann          | Dan Radtke                |           |
| 1991                             | Andrei Tchmil            | Marek Kulas               | Tom Desmet                |           |
| 1992                             | Wilfried Nelissen        | Bruno Cornillet           | Peter Van Petegem         |           |
| 1993                             | Bruno Cornillet          | Herman Frison             | Laurent Desbiens          |           |
| 1994                             | Lars Michaelsen          | Peter Meinert Nielsen     | Edwig Van Hooydonck       |           |
| 1995                             | Daniele Nardello         | Lars Michaelsen           | Jean-Pierre Heynderickx   |           |
| 1996                             | Tristan Hoffman          | Pascal Chanteur           | Gérard Rué                |           |
| 1997                             | Laurent Roux             | Peter Van Petegem         | Ludo Dierckxsens          |           |
| 1998                             | Ludo Dierckxsens         | Laurent Brochard          | Maarten den Bakker        |           |
| 1999                             | Daniele Nardello         | Andrei Tchmil             | Laurent Brochard          |           |
| 2000                             | Laurent Brochard         | Chris Peers               | Bo Hamburger              |           |
| 2001                             | Florent Brard            | Nico Mattan               | Scott Sunderland          |           |
| 2002                             | Allan Johansen           | Geert Van Bondt           | Charles Guilbert          |           |
| 2003                             | Jens Voigt               | Florent Brard             | Nicolas Fritsch           |           |
| 2004                             | Jérôme Pineau            | Martin Elmiger            | Davide Rebellin           |           |
| 2005                             | Lars Bak                 | Benoît Vaugrenard         | Grégory Rast              |           |
| 2006                             | Thomas Voeckler          | Alexandre Usov            | Stuart O'Grady            |           |
| 2007                             | Romain Feillu            | Aurélien Clerc            | Alexandre Usov            |           |
| 2008                             | Bernhard Eisel           | Cédric Pineau             | Anthony Charteau          |           |
| 2009                             | André Greipel            | Juan José Haedo           | Alexandre Usov            |           |
| 2010                             | Anthony Ravard           | Romain Feillu             | Matti Breschel            |           |
| 2011                             | Mathew Hayman            | Baden Cooke               | Greg Henderson            |           |
| 2012                             | Florian Vachon           | Nacer Bouhanni            | John Degenkolb            |           |
| 2013                             | John Degenkolb           | Arnaud Démare             | Samuel Dumoulin           |           |
| 2014                             | John Degenkolb           | Yauheni Hutarovich        | Giacomo Nizzolo           |           |
| 2015                             | Sam Bennett              | Nacer Bouhanni            | Giacomo Nizzolo           |           |
| 2016                             | Sam Bennett              | Aleksandr Porsev          | Rudy Barbier              |           |
| 2017                             | Rudy Barbier             | Marc Sarreau              | Jérémy Lecroq             |           |
| 2018                             | Valentin Madouas         | Bryan Coquard             | Christophe Laporte        |           |
| 2019                             | Marc Sarreau             | Tom Van Asbroeck          | Amaury Capiot             |           |
| 2020 edição cancelada            |                          |                           |                           |           |
| 2021                             | Jordi Meeus              | Arnaud Démare             | Niccolò Bonifazio         |           |
| 2022                             | Jasper Philipsen         | Arnaud Démare             | Bryan Coquard             |           |
| 2023                             | Arnaud Démare            | Arnaud De Lie             | Jordi Meeus               |           |
| 2024                             | cancelado                | cancelado                 | cancelado                 | cancelado |
| 2025                             | cancelado                | cancelado                 | cancelado                 | cancelado |

## Palmarés por países
Actualizado após edição de 2023
| País        | Vitórias |
| ----------- | -------- |
| França      | 43       |
| Bélgica     | 5        |
| Alemanha    | 4        |
| Irlanda     | 4        |
| Dinamarca   | 3        |
| Itália      | 2        |
| Austrália   | 1        |
| Áustria     | 1        |
| Reino Unido | 1        |
| Suíça       | 1        |
| Ucrânia     | 1        |